# Paul-Willem Segers
Paul-Willem Segers (* 21. Dezember 1900 in Antwerpen; † 5. Februar 1983 ebenda) war ein belgischer Politiker.

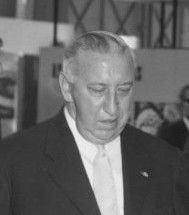
P. W. Segers (1959)

## Leben
Segers war zunächst als Sozialarbeiter tätig und dann anschließend von 1927 bis 1946 Sekretär des Allgemeinen Christlichen Arbeitnehmerverbandes (Algemeen Christelijk Werknemersverbond, ACW). Zugleich war er später auch Vorsitzender der Volksversicherung (De Volksverzekering) sowie der BAC-Bank (Centrale Depositokas). 1941 war er Gründer der Christlichen Arbeitnehmerbewegung (Kristelijke Werknemersbeweging, KWB).
Seine politische Laufbahn begann er als Schepen seiner Geburtsstadt Antwerpen von 1939 bis 1947.
1949 erfolgte seine Wahl zum Mitglied des Senats. Dort vertrat er bis 1971 die Interessen der Christen-Democratisch en Vlaams (CVP).
Noch im gleichen Jahr wurde er im August 1949 von Premierminister Gaston Eyskens zum Verkehrsminister in dessen Kabinett berufen. Das Amt des Verkehrsministers bekleidete er auch in den nachfolgenden Regierungen von Jean Duvieusart, Joseph Pholien sowie Jean Van Houtte bis April 1954.
Premierminister Eyskens ernannte ihn erneut zum Verkehrsminister in seiner von Juni 1958 bis April 1961 amtierenden Regierung. Anschließend war er bis Juli 1965 Verteidigungsminister im Kabinett von Premierminister Théo Lefèvre.
Während der Amtszeit von Premierminister Pierre Harmel war er zwischen Juli 1965 und März als sogenannter „Ondervoorzitter“ mit der Sozialen Koordination der Regierung beauftragt. Der ihm anschließend übertragene Auftrag zur Bildung einer neuen Regierung schlug fehl, so dass Paul Vanden Boeynants Premierminister wurde.
Dennoch wurde ihm am 12. Juli 1966 mit einer Reihe anderer ehemaliger Minister der Ehrentitel Staatsminister verliehen. Als solcher blieb er auch in den folgenden Jahren ein geschätzter Berater in politischen und sozialen Fragen.
Nach dem Ende von Boeynants Amtszeit am 17. Juni 1968 wurde er wieder mit der Bildung einer Regierung beauftragt. Auch diesmal gelingt ihm dies nicht. In der anschließenden Regierung von Premierminister Eyskens wurde er allerdings wieder Verteidigungsminister und hatte dieses Amt bis 1972 inne.
| Personendaten    | Personendaten        |
| ---------------- | -------------------- |
| NAME             | Segers, Paul-Willem  |
| KURZBESCHREIBUNG | belgischer Politiker |
| GEBURTSDATUM     | 21. Dezember 1900    |
| GEBURTSORT       | Antwerpen            |
| STERBEDATUM      | 5. Februar 1983      |
| STERBEORT        | Antwerpen            |